# 千葉道徳
千葉 道徳（ちば みちのり、1969年5月11日 - ）は、日本の男性アニメーター、キャラクターデザイナー。スタジオへらくれす所属。岩手県出身。血液型はB型。

## 主な参加作品

### テレビアニメ
1991年
- 魔神英雄伝ワタル2（原画）
- 太陽の勇者ファイバード（原画）

1992年
- 伝説の勇者ダ・ガーン（原画）
- ママは小学4年生（原画）
- 美少女戦士セーラームーン（原画）
- 幽☆遊☆白書（1992年 - 1995年、作画監督）

1993年
- 勇者特急マイトガイン（原画）
- 超時空世紀オーガス02（原画）

1994年
- 勇者警察ジェイデッカー（原画）
- 機動武闘伝Gガンダム（原画）
- D・N・A² 〜何処かで失くしたあいつのアイツ〜（原画）

1995年
- ふしぎ遊戯（原画）
- NINKU -忍空-（1995年 - 1996年、作画監督・原画）
- 天地無用!（原画）
- 獣戦士ガルキーバ（原画）
- 魔法騎士レイアース（原画）

1996年
- みどりのマキバオー（作画監督）
- B'T X（原画）
- セイバーマリオネット（1996年 - 1997年、作画監督）

1997年
- 勇者王ガオガイガー（原画）
- るろうに剣心 -明治剣客浪漫譚-（作画監督）
- 烈火の炎（1997年 - 1998年、作画監督・原画）
- Bビーダマン爆外伝（1997年 - 1998年、原画）

1998年
- セイバーマリオネットJtoX（作画監督）
- スーパードール★リカちゃん（OP原画）
- SHADOW SKILL -影技-（原画）
- どっきりドクター（原画）

1999年
- 小さな巨人 ミクロマン（作画監督）
- 天使になるもんっ!（作画監督）
- ベターマン（作画監督）
- それゆけ!宇宙戦艦ヤマモト・ヨーコ（原画）
- カードキャプターさくら（原画）
- 地球防衛企業ダイ・ガード（1999年 - 2000年、作画監督・原画）
- BOYS BE…（作画監督）

2000年
- ゲートキーパーズ（原画）
- 星界の戦旗（作画監督）
- ゾイド -ZOIDS-（作画監督・原画）
- 学校の怪談（2000年 - 2001年、作画監督・原画）
- ヴァンドレッド（作画監督）
- 陽だまりの樹（原画）

2001年
- テイルズ オブ エターニア THE ANIMATION（原画・OP原画）
- ノワール（原画）
- 新白雪姫伝説プリーティア（作画監督・原画）
- 学園戦記ムリョウ（原画）
- 爆転シュート ベイブレード（原画）
- シャーマンキング（2001年 - 2002年、作画監督・原画・ED原画）
- しあわせソウのオコジョさん（原画）

2002年
- PROJECT ARMS（原画）
- 円盤皇女ワるきゅーレ（原画）
- ギャラクシーエンジェル（第2期）（作画監督）
- SAMURAI DEEPER KYO（アニメーションクリーチャーデザイン）

2003年
- 魔法遣いに大切なこと（キャラクターデザイン・作画監督）
- E'S OTHERWISE（OP原画）
- 探偵学園Q（原画）
- 金色のガッシュベル!!（OP原画）
- NARUTO -ナルト-（原画）
- 銀河鉄道物語（2003年 - 2004年、作画監督）
- エアマスター（原画）

2004年
- 北へ。〜Diamond Dust Drops〜（キャラクターデザイン・作画監督・OPED原画）
- 超重神グラヴィオンZwei（OP原画・原画）
- 十兵衛ちゃん2 -シベリア柳生の逆襲-（原画）
- 月は東に日は西に 〜Operation Sanctuary〜（原画）
- エルフェンリート（原画）
- 蒼穹のファフナー（原画）
- ニニンがシノブ伝（原画）
- ゾイドフューザーズ（OPED原画）

2005年
- トランスフォーマー ギャラクシーフォース（絵コンテ）
- バジリスク 〜甲賀忍法帖〜（キャラクターデザイン・総作画監督・原画）
- アニマル横町（作画監督・OPED原画）
- ガイキング LEGEND OF DAIKU-MARYU（2005年 - 2006年、原画）

2006年
- 銀河鉄道物語 〜忘れられた時の惑星〜（キャラクターデザイン・総作画監督・原画・作画協力）

2007年
- 獣装機攻ダンクーガノヴァ（原画）
- 神曲奏界ポリフォニカ（OP原画）
- 天元突破グレンラガン（原画）
- 機動戦士ガンダム00（キャラクターデザイン・作画監督）

2009年
- 戦国BASARA（OP原画・作画監督）

2011年
- X-MEN 総作画監督）
- 機動戦士ガンダムAGE（2011年 - 2012年、キャラクターデザイン・作画監督・作画監督協力、原画）

2012年
- HUNTER×HUNTER（第2作）（2012年 - 2013年、OP原画）
- ジョジョの奇妙な冒険（2012年 - 2013年、原画）

2013年
- ガンダムビルドファイターズ（2013年 - 2014年、キャラクター作画監督・原画）

2014年
- 戦国BASARA Judge End（キャラクターデザイン・作画監督・原画）
- ガンダムビルドファイターズトライ（キャラクター作画監督）

2015年
- 機動戦士ガンダム　鉄血のオルフェンズ（キャラクターデザイン・キャラクター作画監督・OP・EDキャラクター作画監督）

2018年
- ガンダムビルドダイバーズ（キャラクター作画監督）
- 軒轅剣 蒼き曜（キャラクターデザイン

2020年
- ツキウタ。 THE ANIMATION2（キャラクターデザイン）

2021年
- SK∞ エスケーエイト（キャラクターデザイン・総作画監督・作画監督）

2024年
- ラーメン赤猫（キャラクターデザイン・総作画監督・作画監督）

### 映画
- マクロス7 銀河がオレを呼んでいる!（1995年、原画）
- スレイヤーズRETURN（作画監督）
- スレイヤーズぐれえと（作画監督・原画）
- 小さな巨人 ミクロマン 大激戦!ミクロマンVS最強戦士ゴルゴン（1999年、原画）
- 頭文字D Third Stage（2001年、原画）
- 幻想魔伝 最遊記 -選ばれざる者への鎮魂歌-（作画監督）
- キン肉マンII世 マッスル人参争奪! 超人大戦争（2002年、原画）
- 聖闘士星矢 天界編 序奏〜overture〜（2004年、原画）
- 金色のガッシュベル!! 101番目の魔物（2004年、原画）
- 機動戦士Ζガンダム A New Translation -星を継ぐ者-（2005年、原画）
- 劇場版 鋼の錬金術師 シャンバラを征く者（2005年、原画）
- ONE PIECE FILM STRONG WORLD（2009年、原画）
- 劇場版 機動戦士ガンダム00 -A wakening of the Trailblazer-（2010年、キャラクターデザイン・作画監督・キャラクター監修）
- 劇場版 マジンガーZ / INFINITY（2018年、作画監督）
- 劇場版 呪術廻戦 0（2021年、原画）

### OVA
- 幽幻怪社 （1994年、原画）
- 超時空世紀オーガス02（994年、原画）
- 銀河お嬢様伝説ユナ（1995年、原画）
- 魔物ハンター妖子2（1995年、原画）
- それゆけ!宇宙戦艦ヤマモト・ヨーコ（1996年、原画）
- 夜勤病棟（2000年、原画）
- ぷにぷに☆ぽえみぃ（2001年、原画（前編）
- とらいあんぐるハート 〜Sweet Songs Forever〜（2003年、作画監督）
- 聖闘士星矢 冥王ハーデス十二宮編（2003年、作画監督）
- トップをねらえ2!（2005年、原画）
- 聖闘士星矢 冥王ハーデス冥界編 前章 (2006年、作画監督）

### Webアニメ
- 新機動戦記ガンダムW-operation 30th-（2025年、原画）

### ゲーム
- はるかぜ戦隊Vフォース（作画監督・キャラクターデザイン・原画）
- 新世紀エヴァンゲリオン 2nd Impression（1997年、原画）
- バックガイナー（1998年、イベントアニメーション原画）
- GUILTY GEAR（PV原画）

### 漫画
- 北へ。 全1巻（ワニブックス刊）原作：広井王子　キャラクターデザイン：Nocchi　※トミイ大塚との共同制作